# Le Bouchet-Mont-Charvin
Le Bouchet-Mont-Charvin település Franciaországban, Haute-Savoie megyében. Lakosainak száma 249 fő (2022. január 1.). Le Bouchet-Mont-Charvin Ugine, Manigod, Val de Chaise és Serraval községekkel határos.

## Népesség
A település népességének változása:
| Lakosok száma | 237  | 242  | 245  | 242  | 246  | 249  | 253  | 249  | 249  |
|               | 2013 | 2015 | 2016 | 2017 | 2018 | 2019 | 2020 | 2021 | 2022 |